# Gubernia podlaska
Gubernia podlaska (ros. Подлясская губерния) – jednostka administracyjna Królestwa Polskiego w latach 1837–1844, utworzona w miejsce województwa podlaskiego.
Gubernia podlaska powołana została ukazem carskim dnia 23 lutego/7 marca 1837 roku. Zlikwidowana ukazem carskim z 9/21 sierpnia 1844 i włączona do guberni lubelskiej.
W 1867 r.gubernia lubelska ponownie stanowiła oddzielną jednostkę administracyjną, a w miejsce guberni podlaskiej utworzono gubernię siedlecką wydzieloną z lubelskiej.